# Jules-Napoléon Ney
Jules-Napoléon Ney (dit « Napoléon Ney » ou « le commandant Ney »), né le 7 juin 1849 à Paris et mort dans cette même ville le 22 novembre 1900, est un militaire, voyageur, journaliste et écrivain colonial français de la fin du XIXe siècle.

## Biographie

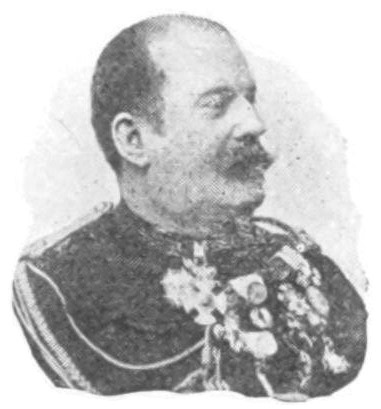
Le commandant Ney (photographie des années 1890).

Inscrit à l'état civil comme le fils d'un père inconnu et d'une jeune rentière nommée Julie de Mesvres, Jules-Napoléon de Mesvres voit le jour au no 47 de l'avenue des Champs-Élysées (ancien 1er arrondissement de Paris) le 7 juin 1849. Sa naissance est déclarée par la sage-femme, par l'officier russe Wladimir-Alexandre de Davidoff et par le colonel Joseph-Napoléon Ney de la Moskowa, député et fils du célèbre maréchal Ney. Le 25 juin 1855, l'enfant reçoit le patronyme « Ney » en étant reconnu par un certain « Simon Ney » mais c'est le prince de la Moskowa, mort en 1857, qui serait son véritable père naturel[réf. nécessaire]. Saint-cyrien, Jules-Napoléon s'engage dans l'armée en 1869 sous le nom de Napoléon-Joseph-Marie-Mercédès-Paul Ney. Signant simplement « Napoléon Ney », il ne doit pas être confondu avec son petit-cousin Napoléon-Léon-Michel Ney (1870-1928), 4e prince de la Moskowa.
Sous-lieutenant d'infanterie, Napoléon Ney prend part à la Guerre franco-allemande de 1870. Cité deux fois à l'ordre du jour lors du siège de Paris, il est promu lieutenant après la bataille de Champigny. Il se signale à nouveau à Buzenval puis en mai 1871, à l'occasion de la répression de la Commune, lors de laquelle il parvient à s'emparer de deux canons et à hâter la prise du Panthéon. Ces actions lui valent d'être nommé chevalier de la Légion d'honneur dès le mois suivant. Il est ensuite envoyé en Algérie. Nommé capitaine en 1878, Ney est envoyé en mission en Orient en 1880 puis dans la péninsule ibérique en 1882. Attaché à l'état-major du général Billot, ministre de la Guerre, il sert ensuite en Tunisie. Ayant quitté le service actif en 1883, il est versé dans la réserve. Par la suite, il s’élèvera au grade de commandant en devenant chef de bataillon dans l'armée territoriale.
Le 2 octobre 1880, le capitaine Ney a épousé Thérésa-Olympe Pinto de Araújo (1857-1920), fille du gentleman et expatrié brésilien Marcos Pinto de Araújo (mort en 1882). Ferdinand de Lesseps est l'un des témoins de cette union.
Après sa démission de l'armée active, Napoléon Ney mène une vie mondaine ponctuée de voyages. Membre de la délégation française lors de l'inauguration de la statue de la Liberté en 1886, il est invité deux ans plus tard à l'inauguration du Transcaspien à Samarcande. Fervent partisan de l'amitié franco-russe, il est convié en 1896 au couronnement de Nicolas II à Moscou. Ce goût des voyages correspond à un réel intérêt pour la géographie : après avoir été l'un des organisateurs du Congrès international des sciences géographiques de 1875 (au pavillon de Flore), il préside la Société de géographie commerciale tout étant membre d'honneur de plusieurs sociétés savantes étrangères.
Membre de la Ligue française de l'enseignement et auteur de plusieurs ouvrages ainsi que de nombreux articles dans divers journaux et revues (Le Figaro, Le Journal, Revue des Deux Mondes, Revue britannique, Nouvelle Revue...), Ney reçoit la rosette d'Officier de l'Instruction publique en 1875. Il se passionne également pour le sport et préside pendant plusieurs années le Racing Club de France. Il a également appartenu à plusieurs organisations patriotiques telles que Le Souvenir français, dont il a été vice-président, et la société d'instruction militaire « Les Touristes ». Bien que proche de certains boulangistes et membre de la Ligue de la patrie française, le commandant Ney ne s'est pas engagé activement en politique.
Ami du colonel Roudaire, dont il a appuyé en 1874 le projet d'une mer intérieure autour des chotts, et partisan du projet de chemin de fer transsaharien, Ney s'est vivement intéressé à la colonisation de l'Afrique du Nord. Il possédait en Tunisie un grand domaine agricole dont il souhaitait faire une véritable ville nouvelle, baptisée Ney-ville. Affilié (à l'instar d'autres voyageurs roumis) à la confrérie soufie des Tidjanyas, il a étudié l'Islam contemporain et en particulier le panislamisme, dont il essaie de démontrer le danger pour l'Europe chrétienne dans un essai paru en 1890. Conscient du caractère incontournable de la religion musulmane dans les pays colonisés, il propose en 1899 d'organiser un « libre concile de l'Islam » destiné à adapter la tradition musulmane aux idées occidentales.
Malade, atteint de cécité depuis 1899, il succombe à une attaque d'urémie le 22 novembre 1900 en son domicile du no 4 de la place de Wagram. Après des obsèques célébrées le 25 novembre en l'église Saint-François-de-Sales, il est inhumé au cimetière de Passy.

## Décorations
- Chevalier de la Légion d'honneur
- Officier de l'ordre des Palmes académiques
- Commandeur du Nichan Iftikhar
- Officier de l'ordre d'Isabelle la Catholique
- Officier de l'ordre de Saint-Olaf
- Chevalier de l'ordre du Christ
- Chevalier de l'ordre de l'Immaculée Conception de Vila Viçosa

## Œuvres de Napoléon Ney
- Histoire de la carte d’État-major, Paris, Delagrave, 1875.
- Manuel du volontaire d'un an dans l'infanterie, Paris, Firmin-Didot, 1876.
- Histoire du 36e régiment d'infanterie, 1879.
- (Traduction du russe au français) Général Bogdanovtich, La Bataille de Navarin, Paris, Charpentier, 1884.
- F. de Lesseps écrivain : la Genèse du canal de Suez (1854-1862), Librairie de la Nouvelle Revue, 1885.
- (Coordination du texte) Conférences et lettres de P. Savorgnan de Brazza sur ses trois explorations dans l'Ouest africain de 1875 à 1886, Paris, Maurice Dreyfous, 1887.
- En Asie centrale à la vapeur, Paris, Garnier frères, 1888.
- Un Danger européen : les sociétés secrètes musulmanes, Paris, Carré, 1890.
- (Réédition abrégée et réécrite), Ida Saint-Elme, Mémoires d'une contemporaine, Paris, Flammarion, 1895.
- (Réédition) Sébastien Blaze, Mémoires d'un aide-major, Paris, Flammarion, 1896.
- Tiflis, Paris, Plon, 1899.

## Sources bibliographiques
- Nécrologie et biographie dans La Jeunesse militaire, organe des sociétés patriotiques de France, no 25, décembre 1900, p. 1-3.
- Notice biographique de « Napoléon-Paul Ney » [sic] in Svetlana Gorshenina, La Route de Samarcande : l'Asie centrale dans l'objectif des voyageurs d'autrefois, Genève, Olizane, 2000, p. 217.